# Jezioro Rybnickie
Jezioro Rybnickie (Zbiornik Rybnicki, Zalew Rybnicki) – zbiornik zaporowy utworzony przez spiętrzenie wód rzecznych Rudy zaporą w Rybniku Stodołach.
Zbiornik o powierzchni 4,5 km² i objętości 22 mln m³ wody został utworzony na terenie dzielnic Rybnika – Rybnickiej Kuźni, Orzepowic, Chwałęcic i Stodół, dla potrzeb Elektrowni Rybnik.
Przy minimalnym poziomie piętrzenia (rzędna 220,00 m n.p.m.) zbiornik ma objętość 17,588 mln m³, przy normalnym poziomie (221,00 m n.p.m.) – 22,099 mln m³, a przy powodziowym (maksymalnym) 221,30 m n.p.m. – 23,482 mln m³. Objętość użytkowa zbiornika wynosi 4,511 mln m³, a stała rezerwa powodziowa – 1,383 mln m³. Objętość użytkowa zbiornika to piętrzenie w granicach 220,00–221,00 m n.p.m.
Nad zbiornikiem znajduje się kilka klubów żeglarskich (Yacht Club Rybnik, Klub Sportowy „Górnik” Boguszowice Sekcja Żeglarska, KŻ Koga – Kotwica, KŻ im. kpt. Bogumiła Pierożka, TKŻ Kabestan Rybnik), stanica harcerska, ośrodki rekreacyjne oraz kawiarnie. Sezon żeglarski na Zalewie Rybnickim jest najdłuższy w Polsce, trwa od kwietnia do października. Temperatura wody w zbiorniku nie spada w tym czasie poniżej 15 °C. 31 grudnia 2023, Elektrownia Rybnik po 50 latach zakończyła eksploatację najstarszych bloków energetycznych 3 i 4, które do chłodzenia wykorzystywały zalew. W użyciu pozostały nowsze bloki, które korzystają z chłodni kominowych oraz powstaje nowy blok gazowo-parowy. Tym samym, temperatura wody w zalewie obniżyła się. W styczniu 2024 zbiornik zamarzł na całej powierzchni.
Sztucznie zarybiany zbiornik jest miejscem występowania wielu gatunków ryb (liczne zawody wędkarskie). Jest to jedno z najlepszych w Polsce stanowisk połowu dużych ryb. Pobito tu kilka rekordów Polski: suma (2018 – 102 kg, 206 cm) i karpia (2007 – 30,2 kg). W 2010 roku Zbigniew Merkel złowił tutaj roślinożerną piranię.